# عمارت حاج رئیس
معماری عمارت حاج رئیس مجموعه‌ای بزرگ و مجلل است که در ضلع شرقی بافت قدیم بوشهر قرار دارد به وسیله حاج عبدالرسول طالبی، ملقب به" رئیس التجار " و مشهور به "حاج رئیس" در محله شنبدی احداث گردید. این مجموعه زیبا و باشکوه هم تشکیل یافته و به علت عدم رسیدگی، چهار حیاط آن به طور کامل تخریب شده است. اتاق‌های نه حیاط در یک، دو، سه طبقه و با کاربری‌های مشخص ساخته شده و از آنها به عنوان حیاط اندرونی، حیاط آشپزخانه، حیاط مسکونی، حیاط مجلسی، حیاط مخصوص وسایل و ابزار چهارپایان، حیاط اصطبل و سه حیاط برای سکونت خدمه استفاده می‌شده است.